# Strada secondaria (Repubblica Ceca e Slovacchia)

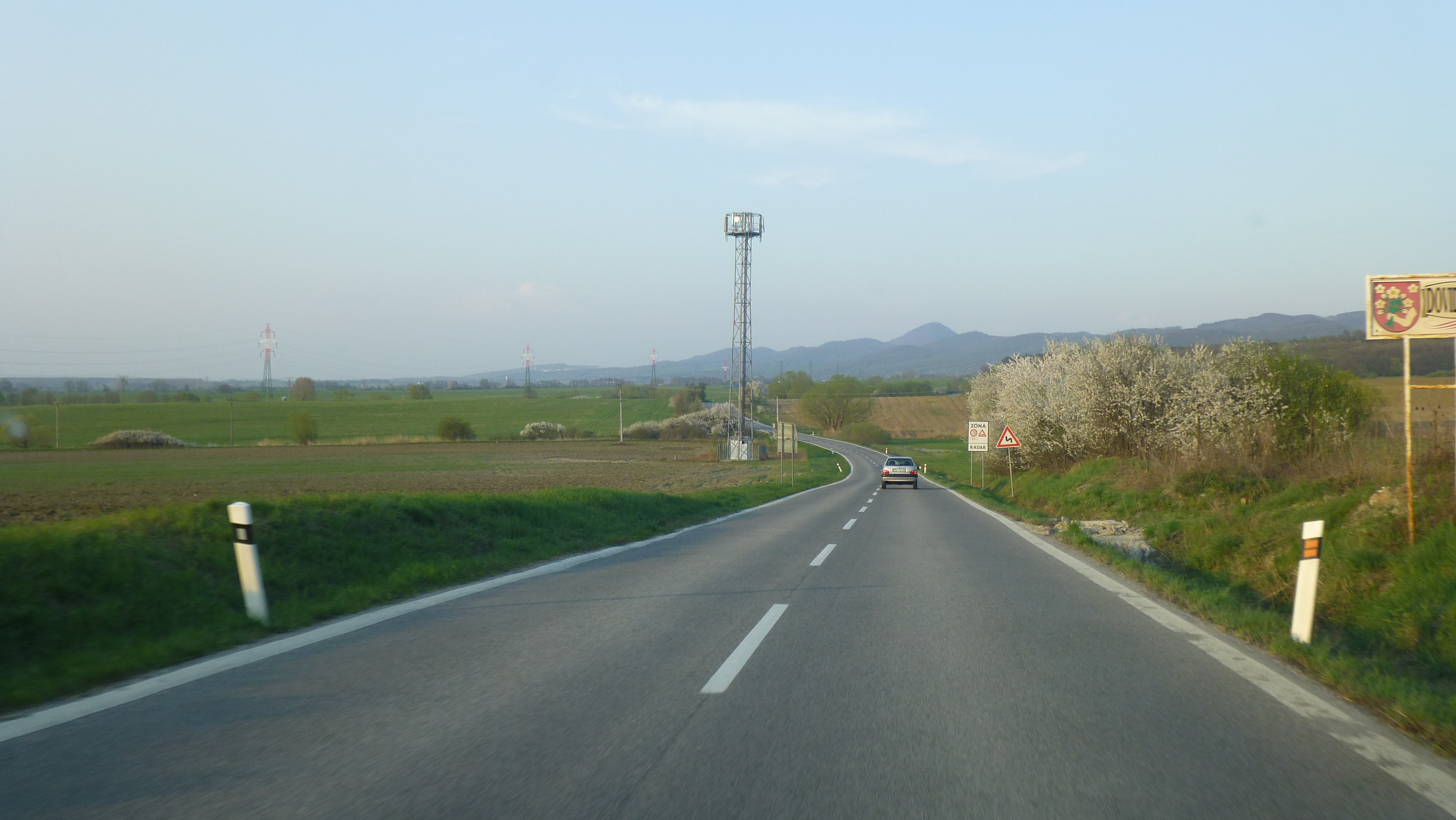
Strada II/501 fuori Jablonové

Segnale di strada secondaria in Slovacchia

La strada secondaria (slovacco: cesta II. triedy, ceco: silnice II. třídy) è un tipo di strada in Repubblica Ceca e Slovacchia, particolarmente importante per il trasporto tra distretti e regioni. Assicurano il collegamento di luoghi di importanza distrettuale e cesta I. triedy (in Slovacchia) o silnice I. třídy (in Repubblica Ceca) ("strada di I. classe").
La strada secondaria la lezione può iniziare e terminare a un valico di frontiera, su un'autostrada, superstrada o su una cesta I. triedy.
Dal 1º gennaio 2016, c'erano 3.611 km di strade secondarie in Slovacchia che rappresenta il 20% della lunghezza totale delle strade in Slovacchia. La maggior parte delle strade secondarie sono di proprietà e gestite dalle rispettive regioni autonome (VÚC), ad eccezione delle sezioni che passano per la capitale della Repubblica Slovacca Bratislava e la città di Košice, dove sono di proprietà e gestiti da questi luoghi.
Secondo STN 73 6101 Projektovanie ciest a diaľnic ("Progettazione di strade e autostrade") la categoria di base per le strade secondarie C9.5/80.70 e 60. Se le prestazioni non sono sufficienti, è possibile utilizzare la categoria C11.5/80.70 e 60, oppure C22.5/100.80 e 70 per strade a quattro corsie, cioè simili a cesta I. triedy.  Eccezionalmente, a bassa intensità, può essere utilizzata anche la categoria C7.5/70, 60 e 50, purché non vi passi una strada internazionale.
Dalla ricategorizzazione in 2003, strade secondarie non svolgono la funzione di spostamenti internazionali (strade europei). Questa funzione è svolta dalle strade di categoria superiore.
Se una parte significativa del traffico sulla strada secondaria ha un carattere di transito, questa comunicazione può aggirare il villaggio o la città. Una parte significativa delle strade secondarie ha bassa intensità di traffico ed efficienza economica, quindi creare nuovi trasbordi e bypass non è vantaggioso.
Strade secondarie non vengono addebitate per il trasporto di passeggeri o merci. Alcuni rappresentanti delle regioni chiedono il pedaggio di queste strade per il traffico merci (soprattutto i tratti dove esiste un percorso alternativo su strade di classe superiore), perché utilizzate dal traffico di transito internazionale, che vuole così evitare i tratti a pagamento delle autostrade e della strade di prima classe. Le associazioni di trasportatori merci, che temono una riduzione della competitività, si oppongono alla tariffazione.